# فهرست خوانندگان ایرانی
این یک فهرست از همهٔ خوانندگان و گروه‌های موسیقی ایرانی در شاخه‌های گوناگون، از گذشته تا کنون، و به ترتیب حروف الفباست.

## آ
- آتابای، ضیا (۱۹۴۲)
- آتش، مهران (۱۳۵۲)
- آرام، امیر (۱۳۳۰)
- آرتوش (۱۳۲۱)
- آرش (۱۳۵۶)
- آریان (گروه)
- آزاد، احمد (۱۳۴۰–۱۴۰۰)
- آزاد، داوود (۱۳۴۲)
- آزادپور، آزاد (۱۹۷۴)
- آسرایی، فریدون (۱۳۳۵)
- آسمانی، مهرداد (۱۳۴۶)
- آصف، فرامرز (۱۳۲۷)
- آغاسی، نعمت‌الله (۱۳۱۸–۱۳۸۴)
- آفاق، کاوه (۱۳۶۲)
- آفت (۱۳۱۳–۱۳۸۶)

## ا
- ابراهیم‌پور، مریم (۱۳۴۷)
- ابراهیم‌زاده، محسن (۱۳۶۶)
- ابی (۱۳۲۸)
- احمدوند، مهدی (۱۳۷۰)
- احمدی، مرتضی (۱۳۰۳–۱۳۹۳)
- اخشابی، مجید (۱۳۵۱)
- اخوان، هنگامه (۱۳۳۴)
- ادیب خوانساری، اسماعیل (۱۲۸۰–۱۳۶۱)
- اشرف‌زاده، حجّت (۱۳۵۸)
- اشکان (۱۳۲۸–۱۳۸۱)
- اصحابی، علی (۱۳۶۰)
- اصفهانی، محمد (۱۳۴۵)
- اصلانی، فرامرز (۱۳۲۴–۱۴۰۳)
- اعتمادی، خشایار (۱۳۵۰)
- افتخاری، علیرضا (۱۳۳۷)
- افخم (۱۳۱۰)
- افشار، آرون (۱۳۷۷)
- افشار، قاسم (۱۳۴۴)
- افشار، نازی (۱۳۳۰)
- افشین (۱۳۵۷)
- افشین جم، نازنین (۱۳۵۸)
- اقبال‌آذر، ابوالحسن (۱۲۴۲–۱۳۴۹)
- اقبالی، داریوش (۱۳۲۹)
- اکبر، فهیمه (۱۲۹۶–۱۳۸۸)
- الهه (۱۳۱۳–۱۳۸۶)
- امید (۱۳۴۱)
- امین، فرشید (۱۳۴۴)
- اندی (۱۳۳۷)
- اونیک
- ایران‌الدوله هلن (۱۲۸۲–۱۳۲۴)
- ایرج (۱۳۱۱)

## ب
- بانی، بهنام (۱۳۶۶)
- بتی (۱۳۳۱)
- بختیاری، مسعود (۱۳۱۹–۱۳۸۵)
- بدیع‌زاده، جواد (۱۲۸۱–۱۳۸۵)
- بسطامی، ایرج (۱۳۳۶–۱۳۸۲)
- بلک‌کتس (گروه)
- بمانی، روزبه (۱۳۵۸)
- بنان، غلامحسین (۱۲۹۰–۱۳۶۴)
- بوبان، نگار (۱۳۵۲)
- بهادری، بنیامین (۱۳۶۱)
- بهبودی، داوود (۱۳۲۸)
- بهداد، حامد (۱۳۵۲)
- بهرام سیر (۱۳۰۴–۱۳۸۷)
- بهرام‌خان، ماهان (۱۳۶۶)
- بهروانفر، عبدی (۱۳۵۴)
- بیژنی، بیژن (۱۳۳۲)
- بینا، سیما (۱۳۲۳)
- بینش‌پژوه، شاهکار (۱۳۵۱)

## پ
- پاشایی، گیتی (۱۳۱۹–۱۳۷۴)
- پاشایی، مرتضی (۱۳۶۳–۱۳۹۳)
- پاکزاد، هادی (۱۳۶۱–۱۳۹۵)
- پالت (گروه)
- پروانه، خاطره (۱۳۰۸–۱۳۸۷)
- پروین (۱۳۱۷–۱۴۰۲)
- پریسا (۱۳۲۸)
- پوران (۱۳۱۲–۱۳۶۹)
- پوررضا، فریدون (۱۳۱۱–۱۳۹۱)
- پورعطایی، غلام‌علی (۱۳۲۶–۱۳۹۳)
- پورکریم، لاله (۱۹۸۲)
- پویا (۱۳۵۴)
- پهلوان، علی (۱۳۵۴)
- پیروز (۱۳۴۱)

## ت
- تاج، وحید (۱۳۶۲)
- تاج اصفهانی، جلال‌الدین (۱۲۸۲–۱۳۶۰)
- تاجیک، امان‌الله (۱۳۱۶–۱۳۶۶)
- تاجیک، امیر (۱۳۴۷)
- تتلو، امیر (۱۳۶۶)
- تجدّد، نجمه (۱۳۳۰)
- تعریف، صدیق (۱۳۳۵)
- تهرانی، شهناز (۱۳۳۳)
- تیام، شهاب (۱۳۵۹)
- تیبا، تارا (۱۳۶۳)

## ج
- جاهد، شیدا (۱۳۳۱–۱۳۹۴)
- جبلی، قاسم (۱۳۰۵–۱۳۹۱)
- جعفرقلی، شاهین (۱۹۹۷)
- جلیلی‌پور، پویا (۱۳۵۴)
- جمشید (۱۳۵۰)
- جهان (۱۳۳۳–۱۳۸۹)
- جهانبخش، بابک (۱۳۶۲)
- جهان‌فروز، حنا (۱۹۷۱)
- جهانگیری، افسانه

## چ
- چارتار (گروه)
- چاوشی، محسن (۱۳۵۸)

## ح
- حاجی‌پور، شروین (۱۳۷۶)
- حاجیلی، امید (۱۳۶۲)
- حامی، حمید (۱۳۵۵)
- حبیب (۱۳۲۶–۱۳۹۵)
- حبیبیان، چنگیز (۱۳۴۷)
- حجازی، سینا (۱۳۶۱)
- حسین تهی (۱۳۶۴)
- حصین (۱۳۶۷)
- حمیرا (۱۳۲۳)

## خ
- خاچیکیان، اروین (۱۳۵۲)
- خادم، مامک
- خالقی، مظهر (۱۳۱۷)
- خاوری، بیژن (۱۳۴۴)
- خراطها، مجید (۱۳۶۴)
- خسروی، زانیار (۱۳۶۴)
- خسروی، سیروان (۱۳۶۱)
- خلیلی، حوروش (۱۳۳۶)
- خواجه‌امیری، احسان (۱۳۶۳)
- خواجه‌امیری، حسین [ایرج] (١٣١١)
- خوشرو، ابوالحسن (۱۳۲۵–۱۳۹۸)
- خوش‌فکر، یسنا
- خواجه نوری، داریوش (۱۳۴۷)

## د
- دادور، دریا (۱۳۵۰)
- داماهی (گروه)
- دایی‌جواد، ناهید (۱۳۲۱–۱۳۹۶)
- دلکش (۱۳۰۳–۱۳۸۳)
- دنگ‌شو (گروه)
- دوامی، عبدالله (۱۲۷۰–۱۳۵۹)
- دینامیک (۱۳۳۱)
- دیهیم، سوسن
- دادرسان، دنیا (۱۳۷۶)

## ذ
- ذبیحی، سید جواد (۱۳۰۹–۱۳۵۹)

## ر
- رادان، بهرام (۱۳۵۸)
- راستگو، قنبر (۱۳۲۴)
- رام، عماد (۱۳۰۹–۱۳۸۲)
- رامش (۱۳۲۵–۱۳۹۹)
- رثایی، افسانه (۱۳۳۳)
- رحمان‌پور، ایرج (۱۳۳۵)
- رزازی، ناصر (۱۳۳۴)
- رشیدی، امین‌الله (۱۳۰۴)
- رضا پیشرو (۱۳۶۶)
- رضایا (۱۳۶۶)
- رضوی، مجید (۱۳۷۶)
- رفیعی، داریوش (۱۳۰۶–۱۳۳۷)
- رمضان، شهاب (۱۳۵۸)
- رنجبران، بهزاد (۱۳۳۴)
- روانبخش (۱۳۱۴–۱۳۵۷)
- روح‌انگیز (۱۲۸۳–۱۳۶۳)
- روحانی، گلوریا
- روح‌بخش، عزّت (۱۲۸۷–۱۳۶۸)
- روح‌پرور (۱۳۱۱–۱۳۶۶)
- روژان
- روشن، سوزان (۱۳۴۶)
- رویگری، رضا (۱۳۲۵)
- رهنما، مانی (۱۳۵۰)
- ریتا (۱۹۶۲)
- ریویل (۱۳۶۲)
- رئیس‌سادات، سپیده (۱۳۵۹)

## ز
- زارعی، آرمین (۱۳۶۵)
- زدبازی (گروه)
- زمان، حسین (۱۳۳۸–۱۴۰۲)
- زند وکیلی، علی (۱۳۶۵)
- زنگنه، پری (۱۳۱۸)
- زیرک، حسن (۱۳۰۰–۱۳۵۱)

## ژ
- ژاکلین (۱۳۳۱)

## س
- ساسی (۱۳۶۷)
- سامان (۱۳۴۶)
- سامی بیگی (۱۳۶۱)
- سبحانی، آرش (۱۳۴۹)
- سپانلو، پروانه (۱۳۲۹–۱۳۹۱)
- سپانلو، شهرزاد (۱۳۵۱)
- سپیده (۱۳۵۴)
- ستار (۱۳۲۸)
- سحر (۱۳۶۴)
- سخایی، منوچهر (۱۳۱۴–۱۳۹۰)
- سراج، حسام‌الدین (۱۳۳۷)
- سرشار، شهلا (۱۳۳۴)
- سرلک، سینا (۱۳۶۱)
- سرهنگ‌زاده، کورس (۱۳۱۶)
- سعیدی، محمدتقی (۱۳۳۱)
- سلی (۱۳۲۴)
- سندی (۱۳۳۶)
- سندی (گروه)
- سوسن (۱۳۱۹–۱۳۸۳)
- سوگند (۱۳۶۶)
- سون (گروه)
- سیما مافیها (۱۳۲۸)

## ش
- شاکری، گیسو (۱۳۳۲)
- شاهرخ (۱۳۲۸–۱۴۰۲)
- شاهرخ، عزیز (۱۳۱۷)
- شاه‌میری، کوروس (۱۳۳۲)
- شب‌پره، شهبال (۱۳۱۹)
- شب‌پره، شهرام (۱۳۲۶)
- شجاعی، حسن (۱۳۲۰–۱۳۸۸)
- شجریان، محمدرضا (۱۳۱۹–۱۳۹۹)
- شجریان، مژگان (۱۳۴۸)
- شجریان، همایون (۱۳۵۴)
- شراره
- شریفیان، محسن (۱۳۵۴)
- شفیعی، مظفر (۱۳۳۱)
- شکوهی، شهرام (۱۳۵۰)
- شعبان‌خانی، تورج (۱۳۲۹–۱۳۹۸)
- شعبان‌خانی، سینا (۱۳۶۸)
- شکیلا (۱۳۴۱)
- شماعی‌زاده، حسن (۱۳۲۱)
- شمس، سیاوش (۱۳۴۱)
- شه‌پر (۱۳۱۸–۱۳۸۶)
- شهروز، سعید (۱۳۵۰)
- شهیاد (۱۳۵۹)
- شهیدی، افسر (۱۳۲۳)
- شهیدی، عبدالوهاب (۱۳۰۱–۱۴۰۰)
- شهین (۱۳۱۸–۱۳۷۰)
- شیرازی، زیبا
- شیلا (۱۳۴۴)

## ص
- صادق (۱۳۶۹)
- صادقلو، مسعود (۱۳۶۵)
- صادقی، رضا (۱۳۵۸)
- صالحی، پیام (۱۳۵۳)
- صالحی، توماج (۱۳۶۹)
- صبا، فاخره (۱۲۹۹–۱۳۸۶)
- صباحی، کامران (۱۳۵۷)
- صبوری، ناصر (۱۳۲۱)
- صفت، حمید (۱۳۷۲)
- صفوی، بهنام (۱۳۶۲–۱۳۹۸)
- صفوی، ملودی (۱۹۹۷)
- صولتی، شهرام (۱۳۳۶)
- صولتی، شهره (۱۳۳۷)

## ض
- ضرابی، ملوک (۱۲۸۶–۱۳۷۸)

## ط
- طافی، نوشین (۱۳۸۱)
- طالب‌زاده، حمید (۱۳۵۵)
- طاهرزاده، حسین (۱۲۶۱–۱۳۳۴)
- طاهرزاده، منوچهر (۱۳۳۱–۱۳۸۲)
- طاهری، پرویز (۱۳۳۱)
- طباطبایی، یاسمین (۱۳۴۶)
- طلیسچی، علیرضا (۱۳۶۴)
- طوفان (۱۳۲۵–۱۳۹۱)

## ظ
- ظروفچی، یعقوب (۱۳۳۳–۱۴۰۰)

## ع
- عارف‌کیا، عارف (۱۳۱۹)
- عالی‌نژاد، خلیل (۱۳۳۶–۱۳۸۰)
- عبداللهی، ناصر (۱۳۴۹–۱۳۸۵)
- عبدالمالکی، علی (۱۳۶۷)
- عرفان (۱۳۶۲)
- عسکری، حمید (۱۳۵۷)
- عسگری، مجتبی (۱۳۵۷)
- عصّار، شمسی (۱۳۱۴–۱۳۸۷)
- عصّار، علی‌رضا (۱۳۴۸)
- عقیلی، سالار (۱۳۵۶)
- عقیلی، شادمهر (۱۳۵۱)
- عقیلی‌مهر، هوشمند (۱۳۱۶)
- علی، اعظم (۱۳۴۹)
- علی‌زاده، محمّد (۱۳۶۰)
- (دی‌جی) علی‌گیتور (۱۳۵۳)
- علیشاپور، حسین(۱۳۵۳)
- علی‌مراد، جمشید (۱۳۲۲–۱۳۹۹)
- علی‌مردانی، محمدرضا (۱۳۵۵)
- عهدیه (۱۳۲۸)
- عیوضی، محمدرضا (۱۳۵۰)

## غ
- غانم، سیمین (۱۳۲۳)
- غفّاری، پروین (۱۳۰۹–۱۳۹۲)
- غلام‌علی، حمید (۱۳۴۶)

## ف
- فتّانه (۱۳۳۵)
- فتحعلیان، فرمان (۱۳۴۹)
- فراهانی، گلشیفته (۱۳۶۲)
- فرحان، رعنا
- فرخ، فرزاد (۱۳۶۸)
- فرخ‌زاد، فریدون (۱۳۱۵–۱۳۷۱)
- فردمنش، مسعود (۱۳۲۸)
- فرزین (۱۳۳۱–۱۳۷۸)
- فرزین، فرزاد (۱۳۶۰)
- فرشته (۱۳۲۹)
- فروغی، فریدون (۱۳۲۹–۱۳۸۰)
- فروهر، لیلا (۱۳۳۷)
- فرهاد (۱۳۲۲–۱۳۸۱)
- فریقی، مرضیه (۱۳۳۷–۱۳۸۴)
- فلاحی، مازیار (۱۳۵۳)

## ق
- قادری، عباس (۱۳۲۶)
- قدمی، محمدعلی (۱۳۲۷)
- قدیری، سیمین (۱۳۲۴)
- قربانی، علیرضا (۱۳۵۰)
- قره‌باغی، اسفندیار (۱۳۲۰)
- قمرالملوک (۱۲۸۴–۱۳۳۸)
- قمیشی، سیاوش (۱۳۲۴)
- قنبری، شهیار (۱۳۲۹)
- قوامی، حسین (۱۲۸۸–۱۳۶۸)

## ک
- کاشانی، شهرام (۱۳۵۵–۱۴۰۰)
- کاظمی، مهرداد (۱۳۳۰)
- کاکس، پروین (۱۳۲۷–۱۳۹۹)
- کامران (۱۳۵۷) و هومن (۱۳۶۰)
- کامکار، بیژن (۱۳۲۸)
- کامیار (۱۳۵۷)
- کرامتی، محسن (۱۳۲۶)
- کردستانی، سید علی‌اصغر (۱۲۵۵–۱۳۱۵)
- کلاهی، پویا (۱۳۶۵)
- کمانگر، تارا
- کیوسک (گروه)
- کریمی امیر

## گ
- گلاب، امیرعباس (۱۳۶۵)
- گلپایگانی، علی‌اکبر (۱۳۱۲-۱۴۰۲)
- گلچین، نادر (۱۳۱۵–۱۳۹۶)
- گل‌نراقی، حسن (۱۳۰۰–۱۳۷۲)
- گوگوش (۱۳۲۹)
- گیتا

## ل
- لهراسبی، علی (۱۳۵۵)

## م
* زارع، محمد (۱۳۶۴)
- مارتیک (۱۳۲۸)
- مازیار (۱۳۳۱–۱۳۷۶)
- ماکان‌بند (گروه)
- محبیان، محمد (۱۳۶۰)
- محبیان، حبیب (۱۳۲۶–۱۳۹۵)
- محمدخانی، مهدیه (۱۳۶۵)
- محمدی، سحر (۱۳۶۷)
- محمدی، سعید (۱۳۳۷)
- محمودی خوانساری، محمود (۱۳۱۳–۱۳۶۶)
- مختاباد، عبدالحسین (۱۳۴۵)
- مدرس، سعید (۱۳۵۶)
- مرادی، علی‌اکبر (۱۳۳۶)
- مرتضوی، بیژن (۱۳۳۶)
- مرتضی (۱۳۳۰)
- مرجان (۱۳۲۷–۱۳۹۹)
- مرضیه (۱۳۰۳–۱۳۸۹)
- (دی‌جی) مریم (۱۳۶۵)
- مسعودی، ناصر (۱۳۱۴)
- مسیحا، نیما (۱۳۵۳)
- مظفری، شهاب (۱۳۶۳)
- معتمدی، محمد (۱۳۵۷)
- معین (۱۳۳۰)
- مقامی، داوود (۱۳۱۷–۱۳۵۰)
- مقدم، افشین (۱۳۲۴–۱۳۵۵)
- منبری، جمال‌الدین (۱۳۳۹)
- منصفی، ابراهیم (۱۳۲۴)
- منصور (۱۳۵۰)
- منصور، رعنا (۱۳۶۵)
- منفرد، ایلیا (۱۳۵۵)
- موحد بشیری، بهار (۱۳۵۸)
- مهدیان، ایرج (۱۳۲۱)
- مهرپویا، عباس (۱۳۰۶–۱۳۷۱)
- مهرنوش (۱۳۵۵)
- مهستی (۱۳۲۵–۱۳۸۶)
- مهوش (۱۲۹۹–۱۳۳۹)

## ن
- نارملا
- ناصح‌پور، نصرالله (۱۳۱۹)
- ناظری، حافظ (۱۳۵۸)
- ناظری، شهرام (۱۳۲۸)
- نظری، آنوشا (۱۳۶۸)
- نامجو، محسن (۱۳۵۴)
- نامی، ارسلان (۱۳۶۳)
- نایینی، سارا (۱۳۶۰)
- نبی‌زاده، احمدرضا (۱۳۳۱)
- نجفی، شاهین (۱۳۵۹)
- نسرین (۱۳۲۸)
- نعمت‌اللهی، روزبه (۱۳۵۸)
- نعمتی، امید (۱۳۶۳)
- نفیسی، سهیل (۱۳۴۶)
- نلی (۱۳۳۴)
- نمازی، پروین (۱۳۳۴)
- نمازی، دلیله (۱۳۱۴)
- نواب، نیاز (۱۹۸۵)
- نورایی، بهرام (۱۳۶۷)
- نوربخش، حمیدرضا (۱۳۴۴)
- نوری، محمد (۱۳۰۸–۱۳۸۹)
- نوش‌آفرین (۱۳۳۵)
- نیک‌پی، حامد (۱۳۵۶)
- نیکنام، هما

## و
- وحدت، مرجان (۱۳۵۵)
- وحدت، مهسا (۱۳۵۲)
- وزیری، عبدالعلی (۱۲۸۶–۱۳۶۸)
- وزیری، قمرالملوک (۱۲۸۴–۱۳۳۸)
- وطن‌دوست، رشید (۱۳۲۴)
- وفا (۱۳۲۹)
- وفایی، جمال (۱۳۱۹)
- وکیلی، منیر (۱۳۰۱–۱۳۶۱)
- ولیدی، فتّانه (۱۳۲۲)
- ویگن (۱۳۰۸–۱۳۸۲)

## ه
- هاتف (۱۳۴۰)
- هاکان، حامد (۱۳۶۲–۱۳۹۶)
- هایده (۱۳۲۱–۱۳۶۸)
- هلن (۱۳۳۹)
- همای، پرواز (۱۳۵۸)
- همایون، حامد (۱۳۶۱)
- همایون‌پور، منوچهر (۱۳۰۳–۱۳۸۵)
- همایونفال، حسن (۱۳۳۱)
- همتی، جلال (۱۳۱۵–۱۳۸۵)
- هنگامه (۱۳۴۳)
- هیچ‌کس (۱۳۶۴)
- هیراد، حمید (۱۳۷۰)

## ی
- یاس (۱۳۶۱)
- یاسمین (۱۳۱۳–۱۳۹۷)
- یاسینی، علی (۱۳۷۵)
- یراحی، مهدی (۱۳۶۰)
- یزدانی، رضا (۱۳۵۲)
- یساری، جواد (۱۳۲۳)
- یغمایی، کاوه (۱۳۴۷)
- یغمایی، کوروش (۱۳۲۵)
- یغمایی، مهدی (۱۳۵۵)
- یگانه، محسن (۱۳۶۴)

## نویسه‌های دیگر
- ۲۵ باند (گروه)